# Euptychia liturata
Euptychia liturata är en fjärilsart som beskrevs av Butler 1867. Euptychia liturata ingår i släktet Euptychia och familjen praktfjärilar. Inga underarter finns listade i Catalogue of Life.